# 滝澤正
滝澤 正（たきざわ ただし、1946年（昭和21年）7月 - ）は、日本の法学者（比較法学・フランス法）。学位は、法学博士。第14代上智大学学長。上智大学名誉教授（法学部・法科大学院）。

## 略歴
長野県中野市生まれ。1979年から2年間フランス政府給費留学生としてパリ第2大学パンテオン・アサスに留学。1986年に『フランス行政法の理論』で、文学・歴史分野以外では初めて日本側の渋沢・クローデル賞受賞者となった。

### 学歴
- 1969年 - 東京大学法学部卒業
- 1971年 - 東京大学大学院法学政治学研究科修士課程修了
- 1976年 - 東京大学大学院法学政治学研究科博士課程修了、学位論文「フランス法における行政契約-行政契約の標識を中心として-」で法学博士の学位を取得

### 職歴
- 1976年 - 上智大学法学部助教授
- 1984年 - 上智大学法学部教授
- 2004年 - 上智大学法科大学院教授
- 2006年 - 比較法学会理事長
- 2011年 - 上智大学学長
- 2013年 - 上智大学短期大学部学長
- 2015年 - 上智大学生命倫理研究所長
- 2017年 - 上智大学定年退職[1]

## 著作

### 単著
- 『フランス法〔第4版〕』（三省堂、2010年）
- 『比較法』（三省堂、2009年）
- 『フランス法〔第3版〕』（三省堂、2008年）
- 『フランス法〔第2版〕』（三省堂、2002年）
- 『フランス法』（三省堂、1997年）
- 『フランス行政法の理論』（有斐閣、1984年）

### 編著
- 『比較法学の課題と展望』（信山社出版、2002年）

### 訳書
- （P. ウェール、D. プイヨー）『フランス行政法』（三省堂、2007年）（兼子仁と共訳）

## 栄典
- 2023年4月 - 瑞宝重光章受章[2][3]